# Dziadowa Kłoda
Dziadowa Kłoda (deutsch Kunzendorf bei Groß Wartenberg) ist ein Dorf im Powiat Oleśnicki der Woiwodschaft Niederschlesien in Polen. Es ist Sitz der gleichnamigen Landgemeinde mit 4598 Einwohnern (Stand 31. Dezember 2020).

## Geschichte

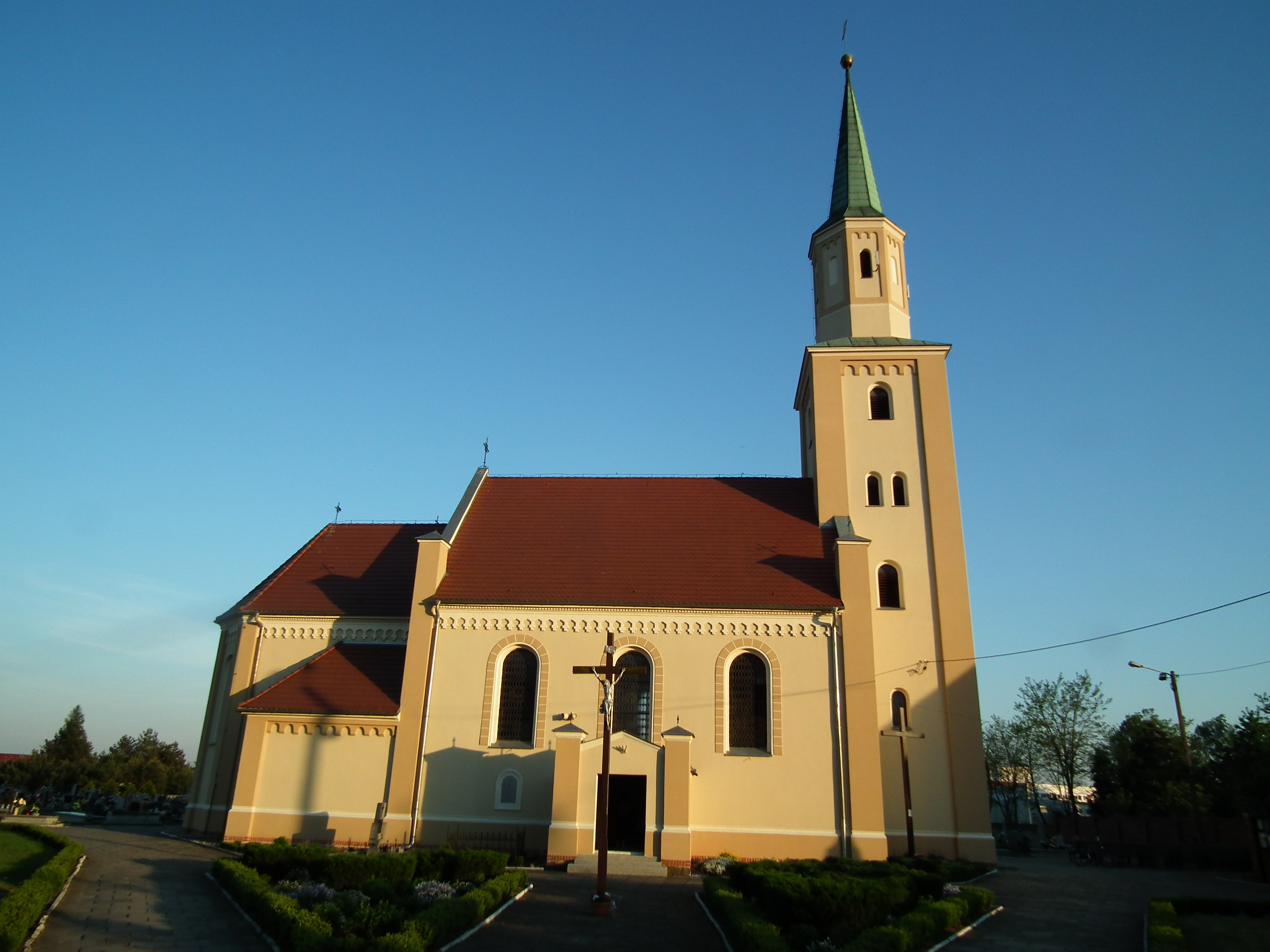
Ortskirche

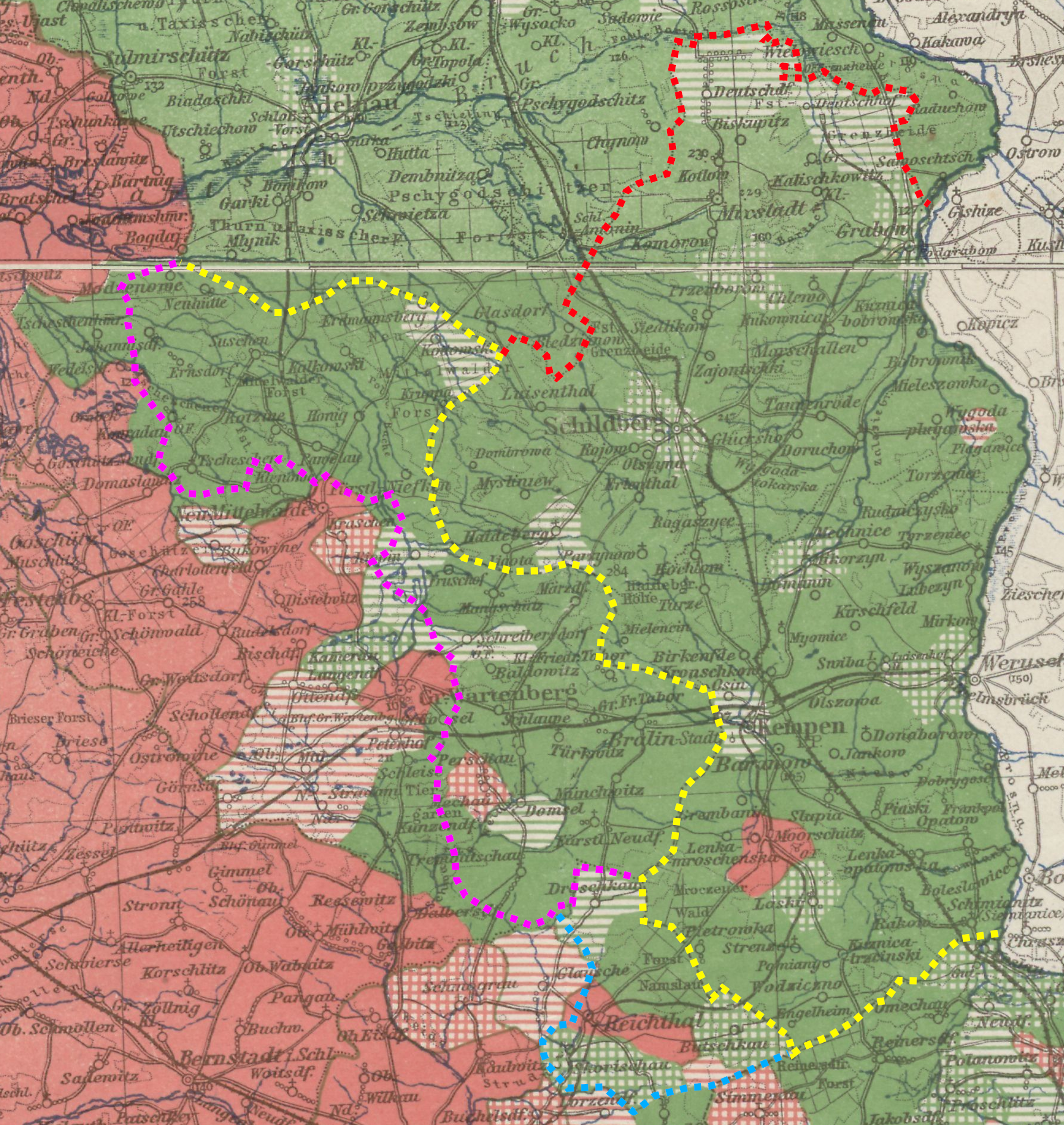
Sprachkarte aus dem Jahr 1910: Gelbe gestrichelte Linie: schlesisch-großpolnische Grenze, rosarote gestrichelte Linie: neue Grenze aus dem Jahr 1920

Der Ort wurde um 1305 im Liber fundationis episcopatus Vratislaviensis (Zehntregister des Bistums Breslau) als Czadowa-cloda sive Cunczendorf erstmals urkundlich erwähnt. Der polnische Ortsname ist vom Personennamen Dziad (Bettler, Greis, alter Knacker) und dem Appellativ kłoda (Rundholz, Holzstamm, Holzklotz, Stock, Fesseln) abgeleitet, der deutsche Name dagegen vom Personennamen Kuntz (< Chunizo) mit dem Suffix -dorf.
Nach dem Ersten Schlesischen Krieg 1742 fiel der Ort zusammen mit dem größten Teil Schlesiens an Preußen. Das Dorf war überwiegend römisch-katholisch. 1869 wurde die heutige Kirche errichtet. 1900 wurde der katholische Priester Marcin (Martin) Pancherz aus Oberschlesien Pfarrer, der den Ort auf Latein als gente polonus („nationalpolnisch“) beschrieb.
Mit dem überwiegend polnischsprachigen Ostteil des Landkreises Groß Wartenberg wurde Dziadowa Kłoda zum 10. Januar 1920 infolge des Versailler Vertrags vom Deutschen Reich an das wiedergegründete Polen abgetreten, wurde aber sechs Monate später mit dem benachbarten Dorf Ślizów und dem wichtigen Weg nach Süden dank Bemühungen des Wartenberger Hauptmanns Detlev von Reinersdorf an Deutschland zurückgegeben. Zu den polnischen Nationalaktivisten in der Zwischenkriegszeit gehörten besonders die Familien Skotnik und Cierpka. Im Krieg war im Gebiet die Polnische Heimatarmee unter der Leitung von Józef Młynarz aus Krotoszyn tätig, der 1944 von der Gestapo gefoltert und auf die Todesstrafe verurteilt wurde. Verhaftet in Breslau, Häftling in den KZ Groß-Rosen und KZ Mittelbau-Dora siedelte er sich nach 1945 im Dorf an.
Als Folge des Zweiten Weltkriegs fiel Kunzendorf wie fast ganz Schlesien 1945 an Polen, wurde in Dziadowa Kłoda umbenannt und der Woiwodschaft Breslau angegliedert. Die deutsche Bevölkerung wurde, soweit sie nicht vorher geflohen war, weitgehend vertrieben. Die neu angesiedelten Bewohner waren zum Teil Heimatvertriebene aus Ostpolen. Zu den gebürtigen Schlesiern, die in Dziadowa Kłoda blieben, gehörte z. B. Józef Kurzawa, geboren 1889, der vom Ende des Kriegs hinter die Oder evakuiert wurde, aber nach dem Krieg siedelte er wieder mit 30 (davon 16 [wasser]polnischsprachigen) Familien ins Heimatdorf. In den 1950er Jahren sang er Lieder im verschwindenden Dialekt von Syców im Breslauer Rundfunk. Von 1975 bis 1998 gehörte Dziadowa Kłoda zur Woiwodschaft Kalisz. 1999 kam der Ort zum Powiat Oleśnicki in der Woiwodschaft Niederschlesien.